# Bañares
Bañares és un municipi de la Rioja, a la regió de la Rioja Alta. La principal activitat econòmica és l'agricultura, especialment el cultiu de la patata, cereal, remolatxa i mongeta verda.

## Història
Les primeres referències a l'existència de la vila acrediten daten de l'any 1051 en una lletra de Scemeno Munioz de Cerratón que fa una donació a San Millán, quan Garsea rei de Pamplona, era 1089, posa de testimoni Lope Enecores de Vaniares
El 1133 el rei Alfons el Bataller, que senyorejava la Rioja, donà a Pedro, ardiaca i rector de l'església del Salvador, tot l'hereteu que per decret reial tocava al castell de Bilibio, amb tot l'hereteu del Rei en la vila de Bañares. El 1157, en la plaura de Valpierre, pròxima a Bañares, va ser escenari de dos combats entre les tropes de Sanç III de Castella i de Sanç III de Navarra, a l'haver intentat aquest aprofitar la mort d'Alfons VII de Castella per a conquistar terrenys castellans. La vila va ser escenari de cruentes batalles en els segles xii i xiii entre els regnes de Navarra i Castella. El 1478, es va concedir el títol de comte de Bañares a favor de Pedro Zúñiga, propietari del castell, del que resten avui algunes ruïnes, pertanyent la localitat al seu senyoriu fins a l'abolició d'aquest sistema juridisccional en 1811.
Va formar part de la província de Burgos fins que es va crear la província de Logronyo i avui pertany a la comunitat autònoma de La Rioja. La vila va comptar amb hospital des de 1837.

## Etimologia
En una butlla de 1199 per la qual es concedien privilegis al monestir de San Millán de la Cogolla apareix nomenat com Bannares, amb el sufix col·lectiu -ar i el plural femení mossàrab -és. El topònim fa referència a banys, generalment utilitzats en època romana.